# Crateva hygrophila
Crateva hygrophila là một loài thực vật có hoa trong họ Capparaceae. Loài này được Kurz mô tả khoa học đầu tiên năm 1872.